# 神奇四侠
神奇四侠（英語：Fantastic Four）是漫威漫畫旗下的超級英雄团队，由四名具有超能力的人組成。台灣在早期譯為四異人。

## 介紹
《驚奇4超人》在1961年11月開始連載，61年來一直暢銷至今，打出了“世界上最偉大的漫畫”的口號。由漫畫家傑克·科比和劇作家斯坦·李共同創作的第一部經典故事，亦是漫威漫畫的第一支超級英雄團隊。“非完美”是神奇四俠最顯著的特質，驚奇先生、隱形女俠、霹靂火和石頭人雖然擁有非凡的超能力，但是卻在人性上各有缺點，自負、愛捉弄人、自慚形穢，並且他們也不像超人和蜘蛛人等用別的身份掩飾自己，在生活中，走在大街上人們都可以認出他們就是超級英雄，從而拉近了他們與當時年輕人的距離。

## 创作背景
DC漫畫旗下的超級英雄團隊正義聯盟的成功造就了漫威漫畫的驚奇四超人的誕生，在驚奇四超人的創造者斯坦·李的自傳中曾提及有關事件。他講述驚奇時代公司的擁有者马丁·古德曼和DC漫畫的發行人杰克·利博维茨在打高爾夫球的時候，杰克·利博维茨向马丁·古德曼提及DC漫畫公司最新推出的正義聯盟漫畫如何暢銷。不久後，马丁·古德曼命令斯坦·李創造出一隊漫威漫畫的英雄團隊，其後斯坦·李和杰克·科比合作創造了現今的驚奇四超人。

## 其他媒體

### 電影
- 神奇四俠系列電影
  - 《神奇4俠》（1994年）
  - 《神奇4俠》（2005年）
  - 《驚奇4超人：銀色衝浪手現身》（2007年）
  - 《神奇4俠》（2015年）
- 漫威電影宇宙
  - 《驚奇4超人：第一步》（2025年）
  - 《復仇者聯盟：末日之戰》（2026年）

## 主要反派
- 殲滅者
- 爆破獅王（英语：Blastaar）
- 殘暴（英语：Brute）
- 迪亞布羅（英语：Diablo (Marvel Comics)）
- 末日博士
- 末日機械人（英语：Doombot）
- 龍人
- 火焰領主（英语：Firelord (comics)）
- 恐怖四超人（英语：Frightful Four）
- 行星吞噬者
- 不可能人（英语：Impossible Man）
- 克勞
- 征服者康
- 克里人
- 控訴者羅南
- 狂想家（英语：Mad Thinker）
- 製造者（英语：Maker (Reed Richards)）
- 麥西穆斯
- 鼴鼠人（英语：Mole Man）
- 分子人
- 心理人（英语：Psycho-Man）
- 布偶大師（英语：Puppet Master (Marvel Comics)）
- 紅鬼魂（英语：Red Ghost）
- 史克魯爾人
- 多瑞克七世（英语：Dorrek VII）
- 培波克（英语：Paibok）
- 超級史克魯爾人
- 星塵（英语：Stardust (Marvel Comics)）
- 提瑞克斯（英语：Terrax）
- 陷阱人（英语：Trapster）
- 薩諾斯
- 克里斯多福·維納德（英语：Kristoff Vernard）
- 巫師（英语：Wizard (Marvel Comics)）